# Carlo Aldini
Carlo Aldini (* 6. Mai 1894 in Pieve Fosciana, Lucca; † 21. März 1961 in Bologna) war ein italienischer Schauspieler.

## Leben
Aldini kam 1903 mit seinen Eltern nach Bologna. In seiner Jugend war er Regionalmeister der Mittelgewichtsklasse im Ringen und Boxen. 1920 begann er als Filmschauspieler und wurde mit seinem Debütfilm LA 63-71-57, einem Actionabenteuer mit Autos, auch im Ausland bekannt. Er stand danach in etwa 10 weiteren gleichartigen Actionfilmen vor der Kamera, ab 1921 in der Figur des „Ajax“. Mit seiner kräftigen körperlichen Erscheinung hatte Aldini ab 1923 auch im deutschen Film Erfolg. Er gründete die Aldini-Film GmbH und war Hauptdarsteller und Produzent bei Die närrische Wette des Lord Aldini (1923). In Manfred Noas zweiteiligem Monumentalfilm "Helena" (1924) verkörperte er den Achilles.
Im Mai 1926 gründete er die Film-Produktion Carlo Aldini Compagnie m.b.H. Die erste Produktion wurde Jagd auf Menschen (1926). Unter der Regie von Nunzio Malasomma spielte Aldini einen Detektiv, der in halsbrecherische Abenteuer verwickelt wird. 1928/29 drehte er drei deutsch-tschechoslowakische Koproduktionen. Seinen ersten Tonfilm produzierte er 1930 mit Im Kampf mit der Unterwelt; Aldini führte auch selbst Regie und übernahm die Hauptrolle, der Komiker Siegfried Arno spielte einen Detektiv. Seinen letzten Filmauftritt hatte Aldini 1934.
Elf Jahre später kehrte er nach Italien zurück. Dort führte er 1945 in seinem Haus erfolgreich Verhandlungen über die Übergabe der deutschen Garnison in Bologna für emilianische Partisanen.

## Filmografie
- 1920: La 63-71-57
- 1921: Il segreto della Diamond Cy
- 1921: Il più celebre ladro del mondo
- 1921: Ajax
- 1921: Tetuan, il galeotto detective
- 1922: I conquistatori del mondo
- 1922: Per guadagnare cento milioni
- 1922: Il segreto del morto
- 1922: La perla di Cleopatra
- 1923: La fuga di Socrate
- 1923: Die närrische Wette des Lord Aldini (auch Produktion)
- 1924: Helena (2 Teile)
- 1924: Gentleman auf Zeit
- 1924: Dreiklang der Nacht
- 1925: Nick, der König der Chauffeure
- 1925: Der Kampf gegen Berlin
- 1926: Jagd auf Menschen (auch Produktion)
- 1927: Einer gegen alle (auch Produktion)
- 1927: Der Mann ohne Kopf (auch Produktion)
- 1928: Zwei höllische Tage (Dva pekelné dny)
- 1928: Die Abenteuer G.m.b.H.
- 1929: Das verschwundene Testament
- 1929: Das Panzerauto
- 1930: Wer hat Robby gesehen?
- 1930: Im Kampf mit der Unterwelt (auch Regie und Produktion)
- 1933: Tempo, Carlo, Tempo (Kurzspielfilm)
- 1934: Carlos schönstes Abenteuer (Kurzspielfilm)